# Mono– y diglicéridos de ácidos grasos

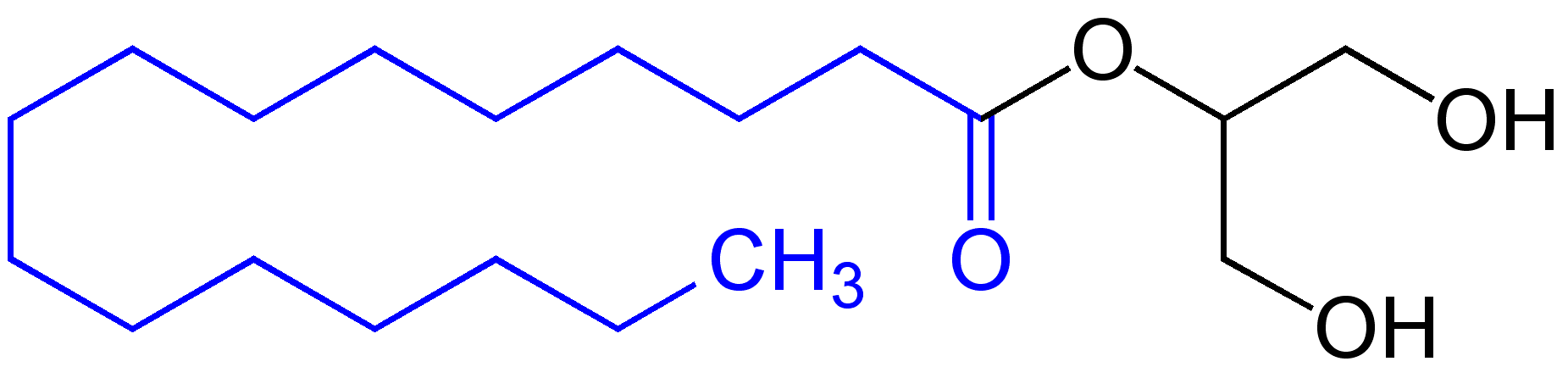
Monoglicérido de un ácido graso, en este ejemplo con un residuo de ácido graso saturado (resaltado en azul).

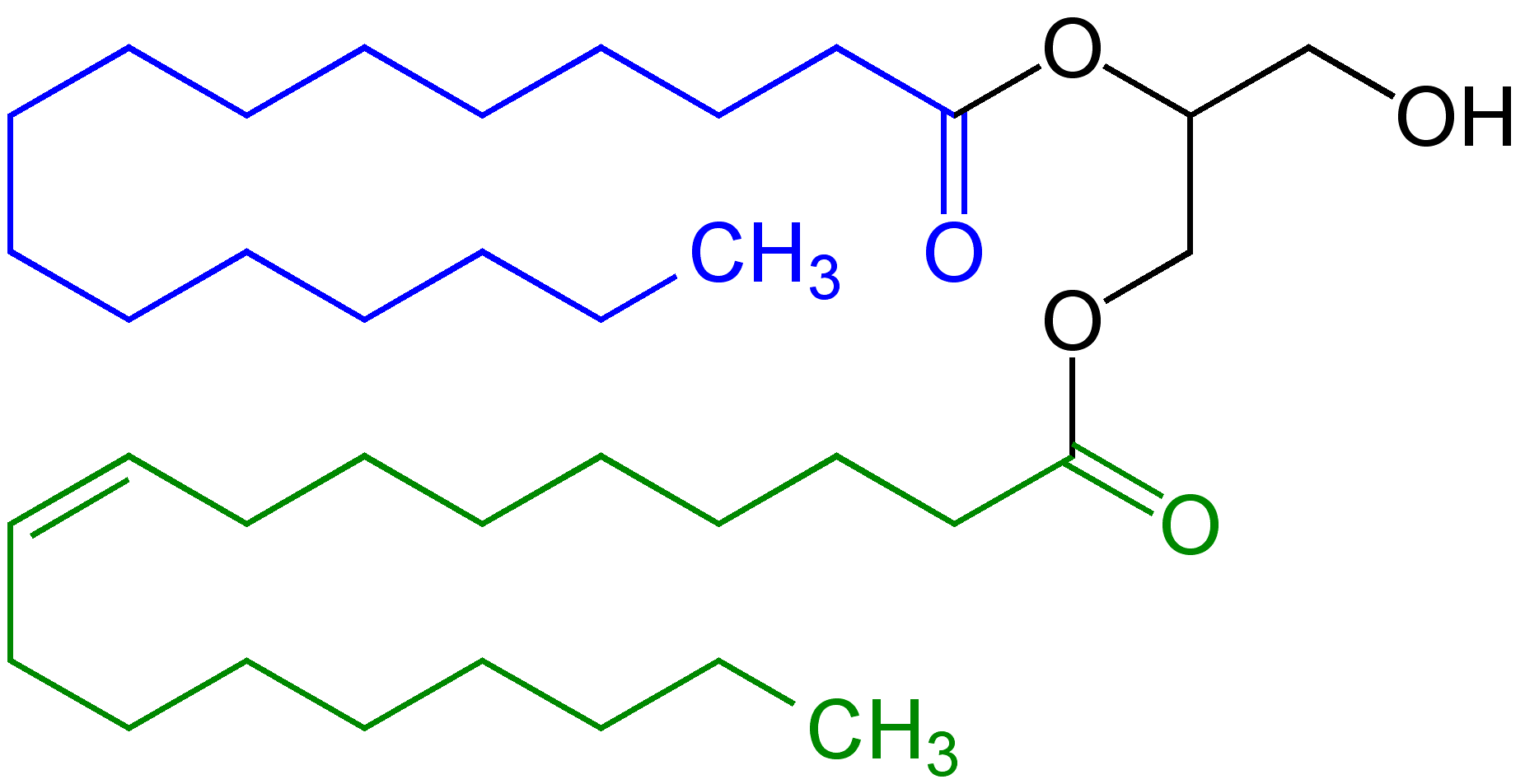
Diglicérido, en este ejemplo con un residuo de ácido graso saturado (resaltado en azul) y un residuo de ácido graso insaturado (resaltado en verde).

Mono y diglicéridos de ácidos grasos (E471) se refiere a un aditivo alimentario compuesto de diglicéridos y monoglicéridos que se usa como emulsionante. Esta mezcla también se denomina a veces glicéridos parciales.

## Síntesis
Los monoglicéridos y diglicéridos están presentes de forma natural en varios aceites de semillas, sin embargo, su concentración es generalmente baja y la producción industrial se logra principalmente mediante una reacción de glicerólisis entre triglicéridos (grasas / aceites) y glicerol. Las materias primas de esto pueden ser grasas y aceites vegetales o animales.

## Preocupaciones por las dietas vegetarianas y religiosas
El E471 se produce principalmente a partir de aceites vegetales, aunque a veces se usan grasas animales y no se puede excluir por completo su presencia en el producto. Los ácidos grasos de cada fuente son químicamente idénticos. La Vegan Society, que desalienta el consumo de alimentos basados en animales, señala a E471 como una "cosa a tener en cuenta" que "puede ser animal o no basada en animales". Esto también puede ser motivo de preocupación para judíos y musulmanes, ya que las grasas animales eventualmente contenidas en él pueden ser de cerdos.